# Pure Holocaust
Pure Holocaust – druga płyta studyjna norweskiego zespołu blackmetalowego Immortal wydana 1 listopada 1993 roku przez francuską wytwórnię płytową Osmose. Erik "Grim" Brødreskift został uwzględniony jako perkusista zespołu we wkładce dołączonej do albumu, pomimo że nie uczestniczył w sesji nagraniowej. Partie perkusji zostały nagrane przez Abbatha.

## Lista utworów
1. "Unsilent Storms in the North Abyss" – 3:14
2. "A Sign for the Norse Hordes to Ride" – 2:34
3. "The Sun No Longer Rises" – 4:14
4. "Frozen by Icewinds" – 4:39
5. "Storming through Red Clouds and Holocaustwinds" – 4:38
6. "Eternal Years on the Path to the Cemetery Gates" – 3:30
7. "As the Eternity Opens" – 5:30
8. "Pure Holocaust" – 5:15

## Twórcy
- Olve "Abbath" Eikemo – śpiew, gitara basowa, perkusja
- Harald "Demonaz" Nævdal – gitara
- Eirik "Pytten" Hundvin – produkcja

## Wydania
- Osmose, 1 listopada 1993 – wydanie na płycie CD
- Osmose, 1 listopada 1993 – wydanie limitowane do 2000 sztuk na płycie płycie gramofonowej
- Osmose, 1998 – wydanie limitowane do 300 sztuk na płycie gramofonowej typu picture disc
- Osmose, 2005 – wydanie limitowane do 1000 sztuk na płycie gramofonowej (identyczne z wydaniem limitowanym z 1993 roku)